# 陸貞傳奇

《陸貞傳奇》人物關係圖(朝鮮語版)

《陸貞傳奇》 ，原名《女相》(Female Prime Minister)（香港遵循原名），日本名為，韓國名為（女相陸貞），為正製作的一部古裝電視劇，講述了中国北齐宮廷女官陸貞的生平故事。拍攝時間為2011年12月26日至2012年3月23日。本劇由趙麗穎、陈晓、喬任梁、楊蓉領銜主演，在2013年5月5日在湖南衛視金鷹獨播劇場。及2013年8月9日在華視播出。該劇獲2013国剧盛典《年度十佳電視劇榮譽》第九位及趙麗穎獲得觀眾喜愛新人女演員。該劇的姐妹篇《班淑傳奇》於2014年1月正式開拍。

## 播出時間

### 首播
| 頻道           | 所在地   | 播映日期       | 播出時間                     |
| -------------- | -------- | -------------- | ---------------------------- |
| 湖南衛視       | 中国大陆 | 2013年5月5日   | 周一至周日                   |
| Astro全佳HD    | 马来西亚 | 2013年6月13日  | 周一至周五19:00 - 20:00      |
| 旧金山KTSF26台 | 美国     | 2013年6月21日  | 周一至周五20:00 - 21:00      |
| 深圳衛視       | 中国大陆 | 2013年7月1日   | 周一至周日                   |
| 中華TV         |          | 2013年7月15日  | 週一至週五 23:00~01:00(兩集) |
| 華視主頻       | 臺灣     | 2013年8月9日   | 周一至周五20:00 - 22:00      |
| 洛城18台       | 美国     | 2013年9月24日  | 周一至周五21:00 - 22:00      |
| 高清翡翠台     | 香港     | 2013年10月25日 | 周一至周五23:45 - 00:45      |
| BS富士         | 日本     | 2014年1月6日   |                              |
| 文化廣播       |          | 2014年3月7日   | 晚上                         |
| LaLa TV        | 日本     | 2014年9月3日   | 周一至周五08:30～10:30       |
| 東森戲劇台     | 臺灣     | 2014年9月24日  | 每週一至週五 18:00 - 19:00   |
| Astro喜悅HD    | 马来西亚 | 2015年6月29日  | 週一至週五13:00 - 14:00      |
| 翡翠台         | 香港     | 2016年9月8日   | 週一至週五10:30 - 11:30      |
| 八大戲劇台     | 臺灣     | 2017年9月11日  | 週一至週五23:00 - 24:00      |

### 重播
| 頻道 | 所在地 | 播映日期                       | 播出時間                                                   |
| ---- | ------ | ------------------------------ | ---------------------------------------------------------- |
| 華視 | 臺灣   | 2013年8月10日起-2013年10月10日 | 週一至週五凌晨12:00 - 02:00                                |
| 華視 | 臺灣   | 2013年9月8日起-2013年11月30日  | 周六至周日10:00 - 12:00(11/30早上10:00 - 11:00(播出完結篇) |

## 剧情概要
《陆贞传奇》讲述的是南北朝時期北齐女相陸貞（趙麗穎 飾）的传奇故事。陆贞从一個皇商家中的大小姐到因躲避追杀罪名而進入宮中，从一个小宫女到被孝昭帝高演（喬任梁 飾）赏识，步步高升成为高级女官，並与武成帝高湛（陳曉 飾）相恋。最终北齐在孝昭帝的文治、武成帝的武略和女相陆贞的文才武略之下，日渐兴盛，成了中土第一强国。

## 演員表
(以湖南衛視版為主)

### 陸貞家
| 演員         | 角色     | 大陸配音員 | 香港配音員 | 暱稱／關係 |
| 沒有實質出場 | 陸謙     | －         | －         | 威烈侯將軍 陆贞之生父 陆逊之兄 被婁氏夥同梁國叛臣陷害至死 |
|              | 陸遜     |            | 蔡德鈞     | 禮部尚書 和康郡主之夫 陸謙之幼弟 陸貞之叔父 陸謙戰死後流落到陳國 得知陸貞是陸謙之親女，特來與其相認 |
| 沒有實質出場 | 和康郡主 | －         | －         | 詳情請見陳國皇室（南朝） |
| 沒有實質出場 | 薛瑾     | －         | －         | 詳情請見陸家 |
| 沒有實質出場 | 陸元     | －         | －         | 陸謙、薛瑾之子 陸貞之兄 幼年時，因婁太后逼薛瑾趕緊現身而加重嚴刑拷打最後身亡 |
| 趙麗穎       | 陸貞     | 劉校妤     | 陳皓宜     | 商人千金→用勤院：見習宮女→青鏡殿：見習宮女→靜心院→青鏡殿：二等宮女→青鏡殿：一等掌事宮女→司寶司：八品掌珍→司衣司：八品掌飾→司衣司：七品典飾→司衣司：八品掌饰（被沈碧与王璇勾结陷害被降位）→司衣司：七品典饰→司衣司：六品司衣→內侍局：五品尚宮（司計/司衣/司寶）→織染署：三品昭儀（後兼司計司）→昭儀(以高緯養母之身份)→正一品女侍中 官商陸賈之領養長女(假官籍為五品防禦使陸襄的二女兒，實為威烈侯陸謙之長女，後認陸遜陸尚書為父) 杜蘅、楊挽秋之徒弟 陸元之妹 薛瑾之女 為躲避趙夫人加害而進宮當宮女 因才智成為高演的好友，因堅忍與善良，打動高湛的心 被沈碧及婁家等加害導致右手報廢(第40集) 研製瓷品、成立官窯，增加齊國收入，與西域做成瓷品的生意升為五品尚宮 因用野蠶絲製衣增加國收而升為織染署三品昭儀 婁太后第一次造反中被婁太后當人質威脅高湛自斷一臂，不得已從宮牆上跳下，後因以雪蟾療傷，藥性陰寒導致不孕（第54集） 發現自己不是陸賈親生，經蕭喚雲和長公主高湘告知其親母名叫薛瑾，原是郁皇后的內侍長，指婚給威烈侯陸謙，是為將軍夫人，而陸貞現在認識的陸遜陸尚書，正好就是她親父的遠房堂親。當親父被婁太后所害，其親母為了避禍，懷了陸貞嫁姶陸賈為二房 與高湛在沒有公告天下時結成夫妻（第54集） 婁太后第一次造反後，蕭喚雲待產時暫掌鳳印。因身體太虛弱所以生下高緯不到一時就去世，臨終前傳皇上聖旨讓他領養高緯 婁太后第二次造反中，為了能名正言順的照護小皇子及對付婁太后，被追封為先帝高演的妃嬪特封為宮妃（陸昭儀），收養蕭喚雲之子是為養母（第56集） 後暫管國璽 為了讓遭下毒的高湛得到解藥，留信要求高湛娶同昌公主後自己孤身遠走西域。因高湛病情復發，不忍心故回到宮中 三年後回宮陪伴高湛最後的十年時光 封為中國第一位女相，成為第一位女侍中，掌管宮內大小事務及入朝聽政，也成了實際意義的後宮之主，並與高湛一起治理天下。高湛病重後開始輔助高緯(第59集)，15年後，才去世(第59集) |

### 陸家
| 演員         | 角色   | 大陸配音員 | 香港配音員 | 暱稱／關係 |
| 岳躍利       | 陸賈   | 張遙函     | 陳永信     | 陸貞之養父，薛瑾、趙夫人之夫，被趙夫人毒殺。 |
| 沒有實質出場 | 薛瑾   | －         | －         | 陸賈之二夫人，陸貞之母，因病逝世。原為郁皇后身邊的內侍長，因發現婁氏陷害郁皇后的陰謀，在陸貞的生父陸謙遇害後，帶著懷在腹中的陸貞和哥哥陸元跳入洛水中，後被救了上來。留下一支九鸞釵作為陸貞的遺物。 |
| 王琳         | 趙瑛蘭 | 張凱       | 許盈       | 陸賈之元夫人，陸貞之後母，陸珠之母，為人貪婪且見識潛短，為了遺囑中的財產，以烏頭毒殺陸賈，後把毒殺陸賈一事推在陸貞身上。當陸貞升上六品司衣後擊鼓重審父親死案被判罪。                               |
| 趙麗穎       | 陸貞   | 劉露       | 陳皓宜     | 詳情請見陸貞家 |
| 袁曉旭       | 陸珠   | 閻萌萌     | 凌晞       | 陸貞之妹，趙夫人之女，在陸貞被趙夫人軟禁時，幫助她逃走，還讓管家傳遞假消息好讓趙夫人以為陸貞已死。代替陸貞嫁給李誠。                                                                               |
| 董嫻         | 葛慈翎 |            | 雷碧娜     | 陸貞之奶娘。 |

### 齊國皇室（北朝）
| 演員              | 角色          | 大陸配音員 | 香港配音員            | 暱稱／關係 |
| 沒有實質出場      | 高樹          | －         | －                    | 文穆皇帝 周季妘之夫，高歡之父，高湘、高演、高湛之祖父。 |
| 恬妞              | 周季妘        | 郝幽玥     | 陸惠玲 日配：杉山滋美 | 康壽太皇太妃 高樹之妻，高歡之母，高湘、高演、高湛之祖母，文穆皇帝之妃嬪，契胡國公主。 高樹死後，婁昭君將其搬到青境殿，沒有實質權勢；喜愛陸貞而升她為二等宮女，臨終前再升陸貞為一等掌事宮女（第10集）。 |
| 張明健            | 高歡          | 商虹       | 劉奕希                | 魏國（北朝:東魏）晉州刺史→魏國（北朝:東魏）丞相→齊國君主(追尊)→神武皇帝 婁昭君、郁久閭氏、鄭令婕之夫，高湘、高演、高湛之父。 因長時間與鄭令婕飲酒作樂而引發中風，後被婁昭君下令殺死（第1集）。 |
| 劉雪華            | 婁昭君        | 晏积瑄     | 黃玉娟                | 昭安貴妃→昭安允嘉皇后→昭安允嘉皇太后 高歡之妻，神武皇帝之妃嬪，婁青薔之姑姑，高演之親母，因嫉妒郁久閭氏而下毒害死郁久閭氏，后更下旨杀死高欢，派人谋害高湛而令高演继位。 曾利用陸貞與蕭喚雲抗衡因加害蕭喚雲被高演驅離宮後，發動兩次造反。 因密謀親信奪回宮中之權（第一次造反）失敗與魏國勾結（第二次造反）。 舉行假太子登基祭天儀式失敗後取刀割脖，消失於火焰之中（第56集）。 |
| 白珊              | 郁久閭·烏兀帖 | 劉芊含     | 梁少霞                | 柔然國（進貢）平盛公主→齊國隆慈皇后 高歡之妻，神武政權之皇后，高湘、高湛之親母，遭到婁氏下毒害死。 |
| 李芯逸            | 鄭令婕        |            |                       | 鄭美人 高歡之妻，神武政權之妃嬪，後被婁昭君賜死（第1集）。 |
| 張涼              | 趙麗嬪        |            |                       | 高演之嬪妃 |
| 喬任梁 童年：鄭好 | 高演          | 姜廣濤     | 梁偉德 童年：伍秀霞   | 常山王→孝昭皇帝 高歡與婁昭君之子，高湘之同父異母之弟，高湛之同父異母兄，蕭喚雲之夫，顧及兄弟情義，不介意高湛將來繼位。 欣賞陸貞野蠶絲製衣和製瓷的生意頭腦。 在婁太后第二次造反中，為蕭喚雲擋箭而死（第55集）。 |
| 陳曉 童年：鄭偉   | 高湛          | 張傑       | 黃啟昌 童年：雷碧娜   | 長廣王→皇太弟（储君）→武成皇帝 高歡、郁久閭氏之么子，高湘之親弟，高演之同父異母弟，陸貞之夫，蕭喚雲的初戀，齊國儲君，沈嘉敏之表哥。 在宮外結識陸貞，初期不想陸貞在宮中惹禍而假冒宮中待衛，用假名高展。 多次被婁昭君加害，婁太后第二次造反中被擄至魏國，逃脫後向陳國借兵。 婁太后第二次造反失敗後登基。 後因長期服用陳國靈藥（五石散及陳國一種奇毒），同昌公主是陳國「第三個要求」，應陸貞臨走前的要求，迫娶同昌公主為皇后 因同昌公主小時候落河不小心撞到頭，和8歲小孩一樣，陳國因愛女兒緣由，不得已利用這種方式。3年後陳國皇帝身亡，他的最後10年與陸貞在一起（第58集）。 10年後，因舊傷復發駕崩於乾壽堂(第59集)。 |
| 楊蓉 童年：袁雪兒 | 蕭喚雲        | 金雁       | 何璐怡                | 梁國（亡國）永世公主→齊國德慶貴妃→齊國德慶皇后 高湛之初戀情人，高演之妻，孝昭政權之妃嬪。因後宮無皇后而暫代鳳印，掌管六宮。 聰明而有心計，自尊心高。 一直喜歡着高湛，卻因家仇國恨嫁給了自己不愛的高演，她目睹着陸貞和高湛的惺惺相惜，嫉妒和無奈充斥着她的內心，她不容許自己的初戀心中最後留下的卻是她的背影，曾迫害陸貞，傷害高湛。 後解開心結，接納高演，封為皇后後懷有高演的孩子（第52集）。 和長公主一起破解陸貞的身分。 在婁太后第二次造反中，誕下兒子後血崩至死，臨終前囑託陸貞為兒子的養母（第56集）。 |
| 李依曉            | 高湘          | 閻萌萌     | 曾佩儀                | 汝陽公主→淮陽長公主 郁久閭氏之長女，高湛之親姐，沈嘉敏之表姐。 與蕭喚雲假傳聖旨，讓沈嘉敏成為儲妃（第41集）。破解陸貞身世之謎。 在婁太后第一次造反中被殺，臨終前接納陸貞（第54集）。 |
| 高雲翔            | 徐顯秀        | 吳凌雲     | 劉昭文                | 長公主駙馬 高湘之夫，齊國駙馬，沈嘉敏之表親，在婁太后第二次造反中保護蕭喚雲和陸貞。 |

### 齊國官職（女官、宮女、太監、近侍）
| 演員          | 角色   | 中國配音員 | 香港配音員          | 暱稱／關係 |
| 張可頤        | 婁青薔 | 李世榮     | 鄭麗麗              | 婁昭君之近侍→內侍局：五品尚侍（司計/司衣/司寶） 婁昭君之侄女 起初與婁昭君兩人聯合幫助陸貞，後因私吞司計司錢財和發現陸貞是高湛心上人而加害陸貞 因沈嘉敏知道她的罪證而把沈嘉敏推下涼亭（第33集） 後來因被揭發沈碧假孕一事為主謀被高演下令將其立斬（第51集） |
| 姜鴻          | 王璇   | 邱秋       | 黃昕瑜              | 蕭喚雲之近侍→內侍局：五品尚儀（司正/司膳/司儀） 早期常加害陸貞，後因陸貞沒有告發她的私情轉為幫助陸貞（31集） 在婁太后第二次造反中護主而亡（第55集） |
| 金巧巧        | 杜蘅   | 李金艷     | 曾佩儀              | 六品司儀→內侍局：五品尚宮（司衣/司寶/司正/司膳/司儀） 杜國公之女 在靜心院認識陸貞，懂得醫術與編寫書籍 與陸貞達成交易，把陸貞送回青鏡殿，陸貞則幫她整理抄寫漢書注和史記注 後陸貞拜她為師，更主動請求在陸貞授職女官典禮上為陸貞授髻，導授陸貞門道手腕與為官之道 後在婁太后第二次造反失敗後掌管內侍局（第57集） |
| 劉一禎        | 楊晚秋 | 林蘭       | 袁淑珍              | 用勤院：宮女長(一等宮女)→司膳司：八品掌膳 陸貞之師父，不畏權威，深懂後宮權術 在後宮中照顧提點陸貞，後在婁太后第二次造反失敗後掌管司膳司（第57集） |
| 鞏小榕        | 宋樂蓉 | 何新       | 沈小蘭              | 用勤院：宮女長(一等宮女) 起初賞識陸貞，後受王尚儀挑唆，為難陸貞。 |
| 趙麗穎        | 陸貞   | 劉露       | 陳皓宜              | 詳情請見陸貞家 |
| 習雪          | 沈嘉敏 | 馬海燕     | 劉惠雲              | 司寶司：六品司珍 詳情請見沈家 |
| 吳映潔 (鬼鬼) | 何丹娘 | 喬詩語     | 張頌欣              | 青鏡殿：見習宮女→青鏡殿：二等宮女→青鏡殿：一等掌事宮女→司衣司：八品承衣→司衣司：七品掌衣→司膳司：六品司膳（追封） 陸貞之好姐妹和心腹，元祿之好友 於冷宮與陸貞相識，性格樂天沒機心，可愛吃貨 因陸貞調往司衣司而升為八品女官 破解沈碧假孕一事 協助陸貞用野蠶絲製衣有功，封為七品掌衣 婁太后第二次造反中，為救陸貞逃走自毀其容貌並跳崖而亡，死後追封六品司膳（第57集）                                                                                    |
| 唐藝昕        | 沈碧   | 季冠霖     | 柚子蜜              | 用勤院：見習宮女→司衣司：見習宮女→司衣司：二等宮女→司衣司：一等宮女→司衣司：八品掌裳→六品寶林（儲君侍妾）→勞役宮女→魏國安陽夫人 沈悟覺之庶出女兒，沈嘉彥，沈嘉敏之遠房堂妹， 被沈司珍提升至一等宮女，被王璇提升至八品掌裳 先後投靠王璇、沈嘉敏、婁青薔和婁昭君 假借懷孕想高湛娶她（第49集） 後被識破，降為勞役宮女、婁太后重新掌權後，把陸貞嚴刑毒打，逼陸貞交出宮中大小事務。 爾後被婁昭君出賣，獻給魏王 雖把高湛從魏國救出，但自己被箭射死（第55集） |
| 劉佳媛        | 胡玲瓏 | 陳倩       | 羅杏芝              | 司寶司：一等宮女→司衣司：一等宮女 胡琳瑯之姊，陸貞之心腹，於司寶司認識陸貞，因誤會而被沈碧和婁青薔教唆加害陸貞，後虧欠而裝病拒絕升為八品掌簿 再被太后威脅加害蕭喚雲和高湛，後畏罪向高湛告之真相，離開皇宮 |
| 余心恬        | 胡琳瑯 | 張璐       | 林元春              | 司寶司：一等宮女→司寶司：八品承珍 胡玲瓏之妹，於司寶司認識陸貞 婁太后第二次造反失敗後掌管司寶司（第57集） |
| 郭萱          | 莊琉璃 |            | 魏惠娥              | 用勤院：见習宮女→青鏡殿：宮女→青鏡殿：八品女官→青境殿及司衣司：八品女官 陸貞之心腹，於宮中認識陸貞，官音不正 與陸貞研究用野蠶絲製衣方法為齊國出口衣裳有功封為八品女宮 向陸貞和高湛提議在長公主喪期用舉行民間婚禮 婁太后第二次造反失敗後掌管青鏡殿及司衣司（第57集） |
| 任學海        | 朱爾庭 |            | 林保全              | 內侍局燒陶的四品少監 在藝考評比幫助陸貞 西域丁緩大師之後代，因其母姓丁，故習得雕花瓷之技藝，三足雞首的雕花瓷便是出自其作品，後見陸貞對雕花瓷有天分，故收她為徒 |
| 李雯雯        | 邱臘梅 | 唐靜       | 成瑤孆              | 宮女→婁青薔之近侍→婁昭君之近侍 |
| 劉白茶        | 阮娘   | 張凱       | 吳羨婷 魏惠娥(代配) | 宮女→王璇之近侍、蕭喚雲之近侍 |
| 江鎧同        | 李玉翹 | 季冠霖     | 羅杏芝              | 修文殿：宮女 暗戀高湛，被蕭貴妃用私刑打死 |
| 包文婧        | 呂柳絮 | 張凱       | 劉惠雲              | 青鏡殿：一等宮女 多番四次與林荷蕊陷害陸貞，後因周太妃生病而切下林荷蕊胸口肉熬湯給周太妃飲下，周太妃遺召內指名呂柳絮陪同殉葬 |
| 柴碧雲        | 林荷蕊 | 白雪       | 羅杏芝              | 青鏡殿：一等宮女 多番四次與呂柳絮陷害陸貞，後因周太妃生病而被呂柳絮切下胸口肉熬湯給周太妃飲下 |
| 袁婷婷        | 陳芳華 | 張凱       | 何寶珊              | 沈嘉敏之近侍→司寶司：一等宮女 沈嘉敏之近侍，後被沈嘉敏提升為一等宮女，領導司寶司全部宮女 與陸貞為敵，與沈嘉敏陷害陸貞 |
| 華嬌          | 陳月華 |            | 梁少霞              | 沈嘉敏之近侍→司寶司：一等宮女 沈嘉敏之近侍，後被沈嘉敏提升為一等宮女，領導司寶司全部宮女 與陸貞為敵，與沈嘉敏陷害陸貞 |
| 徐歆雨        | 李玉明 |            |                     | 修文殿：宮女 |
| 栗梅          | 齊司正 |            | 伍秀霞              | 司正司：六品司正 |
| 彭靜          | 陸阿寧 |            |                     | 宮女 |
| 田璐菡        | 陳秋娘 | 何新       | 吳羨婷              | 宮女，多次與沈碧陷害陸貞，後與陸貞和好 在不知因由的情況下把陸貞的錯誤當成功勞認下，而被司正賜毒酒身亡（第6集） |
| 周紹棟        | 高忠   | 商虹       | 陳永信              | 侍衛 高湛之侍衛和心腹 |
| 張浩然        | 元祿   |            | 陳灝瑋              | 太監→高湛之近侍 何丹娘與陸貞之好友，高湛之心腹 |
| 陶帥          | 元福   |            | 曹啟謙              | 太監→高演之近侍 |
| 陳炳強        | 元壽   |            |                     | 太監→杜蘅之近侍 |
| 張萍娟        | 陳典侍 |            | 許盈                | 司衣司：六品典侍→司正司 賞識陸貞，將司衣司交予陸貞主管 婁太后第二次造反失敗後掌管司正司（第57集） |
| 孫德元        | 張相   |            |                     | 三朝老宰相 |
| 马娇          | 春香   | 阎萌萌     |                     | 小宫女 |

### 沈家
| 演員         | 角色   | 大陸配音員 | 香港配音員 | 暱稱／關係 |
|              | 沈吉   |            | 劉昭文     | 沈國公 齊國駙馬表親，沈福之長兄，沈嘉彥、沈嘉敏之父，沈碧之伯父。鎮守平州。 |
|              | 沈福   |            | 林國雄     | 敬國公 沈吉之弟，沈嘉彥、沈嘉敏之叔父。 |
| 曹艷艷       | 沈夫人 |            | 梁少霞     | 沈吉之妻、沈嘉彥、沈嘉敏之娘。 |
| 李雨轩       | 沈嘉彥 | 邊江       | 李鎮然     | 正二品禁衛軍 沈吉、沈夫人之子，沈嘉敏之兄，沈碧之堂兄，助高湛在婁太后第二次造反中奪回皇位。 鍾愛陸貞，屢次向陸貞求婚不果。                                                                       |
| 習雪         | 沈嘉敏 | 馬海燕     | 劉惠雲     | 司寶司：六品司珍 沈吉之女，沈嘉彥之妹，高湘之表妹，沈碧之遠房堂姐，陸貞之情敵。 嬌生慣養，任性刁蠻，但頭腦草包。為幫好姐妹素娟報仇而對婁青薔百般刁難，後被婁青薔推下涼亭失足摔落而死（第33集）。 |
| 唐藝昕       | 沈碧   | 季冠霖     | 柚子蜜     | 詳情請見齊國官職 |
| 楊洪武       | 沈悟覺 |            |            | 刑部五品郎中→刑部四品主事 沈碧之父 |
| 沒有實質出場 | 素娟   | －         | －         | 沈嘉敏之奶娘親生女兒、情同姐妹 長相傾國傾城，原本可以嫁給京城好人家，卻因遇到婁青薔的弟弟，最後上吊身亡。                                                                                        |

### 李家
| 演員   | 角色 | 大陸配音員 | 香港配音員 | 暱稱／關係               |
| 韓棟   | 李誠 | 嚴明       | 麥皓豐     | 陸貞之前未婚夫，陸珠之夫 |
| 袁曉旭 | 陸珠 |            | 凌晞       | 詳情請見陸家             |

### 西域外族
| 演員   | 角色                     | 大陸配音員 | 香港配音員 | 暱稱／關係 |
| 麥迪娜 | 慕容·吉吉哈兒 （都美兒） | 陳倩       | 陸惠玲     | 西域商人→吐浴渾特使 陸貞之好友 在宮宴做舞孃，因先皇駕崩之事被關進大牢 在獄中認識陸貞（第23集） 利用毒蜂整蠱婁青薔，幫助陸貞為齊國做成大生意，最後返回吐浴渾。 |
| 鄧莎   | 唐兀惕·巴特蘭            | 張凱       |            | 鮮卑族：漁陽郡主 高演之堂妹，宗室貴女，沈嘉彥之未婚妻 |

### 陳國皇室（南朝）
| 演員         | 角色     | 大陸配音員 | 香港配音員 | 暱稱／關係 |
| 陳鏡宇       | 陳蒨     |            | 李錦綸     | 陳文皇帝 陳霜玉之父 於高湛落難時救了他 為了同昌公主在自己死後生活無憂而借兵，並要求高湛娶同昌公主為皇后。 高湛登基三年後，才去世。(第59集)                     |
| 呂佳容       | 李秋蘭   |            | 陸惠玲     | 越國夫人 陳霜玉之姨母 隨著同昌公主到齊國，因高湛不願娶同昌公主為皇后，而給陸貞下馬威，向陸貞說出她將來再也不能懷孕，事後拿出解藥給高湛服下，目標達成後回陳國。 |
| 劉越         | 陳霜玉   |            | 羅杏芝     | 同昌公主→北齊皇后 陳蒨之女，自八歲隨母跳河自殺後，因傷到頭部導致智力停滯在八歲。 只有皇后名份，無實質權勢                                                      |
| 沒有實質出場 | 和康郡主 | －         | －         | 陳文皇帝之堂妹,陸遜之妻,高湛、陸貞之叔母 |

### 友情客串
| 演員   | 角色    | 大陸配音員 | 香港配音員 | 暱稱／關係 |
| 閔政   | 拓跋·廓 |            | 蕭徽勇     | 西魏恭皇帝 |
| 李世鵬 | 趙全    |            | 陳卓智     | 趙瑛蘭之弟。 |
| 藍天   | 高緯    |            |            | 北齊後主皇帝 少年的高緯 |
| 張海平 | 李大膽  |            | 葉振聲     | 朱爾庭下屬 從陸貞口中得知製陶和製瓷的不同及技巧 在官窯和兄弟們一起製瓷 陸貞抱著高緯流落街頭時，收留陸貞，幫助陸貞回到宮裡，一路協助陸貞。 |
| 安立民 | 王尚書  |            | 林國雄     | 朝廷大臣 |
| 馮爆   | 婁健    |            | 葉振聲     | 婁太后之弟弟、高演之舅舅 因意圖謀害高湛，高演將他繩之以法判刑。                                                                           |
| 衛羽   | 婁昭    |            |            | 太原王，婁太后親戚 在婁太后第一次造反時被封為宰相                                                                                         |
| 周泓   | 吳繡    |            |            | 上柱國將軍吳長風之女 因彈奏婁青薔的豎琴，而昏睡好幾日，旁人以為是中毒，陸貞因此被牽連。事後得知事情的真相陸貞被放。                       |

## 電視原聲
| 曲序 | 曲目               |    | 作曲 | 演唱         |
| ---- | ------------------ | -- | ---- | ------------ |
| 1.   | 《珍惜》（片頭曲） | 正 | 谭旋 | 李宇春       |
| 2.   | 《心情》（片尾曲） | 正 | 谭旋 | 陈晓、赵丽颖 |

## 製作訊息
- 出品人：歐陽常林、高希希、湛榮、于正
- 製作人：于正
- 监制：马田、李慧珠
- 原著：张巍《女相》
- 导演：李慧珠、邓伟恩、梁国冠
- 副导演（助理）：何辉、王辉、沈有虎
- 编剧：张巍
- 摄影：陈雨洲、周远舟
- 配乐：谭旋
- 配音导演：姜广涛、张凯
- 美术设计：钟志鹏
- 动作指导：张耀星
- 造型设计：宋晓涛、蓝迪
- 服装设计：宋晓涛
- 灯光：刘文华、毛建新
- 制作公司：
  - 完美世界﹝北京﹞影视文化
  - 北京希世纪影视文化
  - 湖南广播电视台
  - 于正工作室
  - 东阳欢娱影视文化
- 制作许可证编号：甲第186号
- 发行许可证编号：﹝湘﹞剧审字(2013)第001号

## 收视率
(由csm数据参考而来，收视率包括全天收视指数和市场(收视)份额参数)
| 平台     | 平均收视率 | 平均市場份額 | 全年排名 |
| 湖南衛視 | 1.944      | 5.39         | 3        |

### 台灣華視
| 臺灣 华视首播收視率     |          |        |            |       |        |
| 播出日期                | 周数     | 收視率 | 同时段排名 | 集數  | 備註   |
| 2013年8月9日            | 1        | 0.35   | 7          | 01-02 |        |
| 2013年8月12日－08月16日 | 2        | 0.51   | 4          | 03-07 |        |
| 2013年8月19日－08月23日 | 3        | 0.74   | 5          | 08-12 |        |
| 2013年8月26日－08月30日 | 4        | 0.88   | 4          | 13-17 |        |
| 2013年9月2日－09月6日   | 5        | 0.77   | 4          | 18-22 |        |
| 2013年9月9日－09月13日  | 6        | 0.79   | 4          | 23-27 |        |
| 2013年9月16日－09月20日 | 7        | 0.67   | 4          | 28-32 |        |
| 2013年9月23日－09月27日 | 8        | 0.92   | 5          | 33-37 |        |
| 2013年9月30日－10月4日  | 9        | 1.04   | 4          | 38-42 |        |
| 2013年10月7日－10月9日  | 10       | 1.07   | 4          | 43-45 | 完結篇 |
| 平均收視                | 平均收視 | 0.80   |            | -     | -      |

- 同時段節目：
  - 三立：
    - 三立台灣台《天下女人心》
    - 三立都會台《幸福選擇題》

  - 台視：
    - 週一～週四《楚留香新傳／江南傳奇之十五貫／罪美麗／親愛的，我愛上別人了》
    - 週五《金牌麥克風》

  - 民視《風水世家》
  - 中視《媽祖／蘭陵王／精忠岳飛》
  - 大愛《路長情更長／心開運轉／心願》
- 由AGB尼爾森調查，調查範圍是四歲以上收看電視之觀眾。
- 資料來源：中時娛樂、凱絡媒體週報

## 獲獎紀錄
| 年份   | 屆次               | 獎項               | 得獎者   |
| ------ | ------------------ | ------------------ | -------- |
| 2013年 | 2013國劇盛典       | 十佳電視劇(第九名) | 陸貞傳奇 |
| 2013年 | 2013國劇盛典       | 最喜愛新人女演員   | 趙麗穎   |
| 2013年 | 2013國劇盛典       | 極具青春力號召演員 | 陳曉     |
| 2013年 | 第二屆亞洲偶像盛典 | 最具潛力男演員     | 陳曉     |
| 2013年 | 第四屆樂視盛典     | 最受歡迎女演員     | 趙麗穎   |
| 2013年 | 青春的選擇年度盛典 | 內地最受歡迎女演員 | 趙麗穎   |
| 2013年 | 青春的選擇年度盛典 | 內地最受歡迎男演員 | 陳曉     |

## 宣傳活動
| 日期           | 地點 | 活動                                               |
| -------------- | ---- | -------------------------------------------------- |
| 2011年12月26日 | 中国 | 《女相》横店影視城开机仪式                         |
| 2012年2月16日  | 中国 | 《女相》横店影視城新闻发布会                       |
| 2013年5月11日  | 中国 | 《快乐大本营》(趙麗穎、陳曉、喬任梁、楊蓉、唐藝昕) |
| 2013年5月22日  | 中国 | 赵丽颖、陈晓作客新浪、腾讯、网易门户访谈           |

## 原著
| 年份              | 書名                                       | 作者   | 出版社     | ISBN               |
| ----------------- | ------------------------------------------ | ------ | ---------- | ------------------ |
| 2013年5月31日發行 | 《陸貞傳奇》(上、下)原創小說               | 張巍   | 青島出版社 | ISBN 9787543685918 |
| 2013年9月11日發行 | 《陸貞傳奇》(上、中、下)                   | 張巍   | 水靈文創   | ISBN 9789868981881 |
| 2013年12月發行    | 《蘭陵王與陸貞傳奇：大動盪的魏晉南北朝史》 | 王擎天 | 典藏閣     | ISBN 9789868744325 |

## DVD
- DVD發行(台灣)：弘恩; (繁體中文/國語/閩南語)(23片DVD/全45集) ;(繁體中文/國語)(8片DVD/全45集)

## 争议

### 批评
- 南都周刊《讲视讲非》节目吐槽本剧洗白北齐历史：祸乱朝政最后亡国自尽的一代妖女被洗白成机灵善良萌妹子女宰相；历史上以逼姦皇嫂、沉溺美色和精神病史而闻名的皇帝也变成一代完美男神；历史上真实的堕落王朝艳情史被洗白成了古代版励志杜拉拉升职记；火龙果等各种错误穿越令人发指[2]。
- 本剧挑选荒淫殘暴的北齊王朝為历史背景，将暴政、凶狠、淫乱的禽兽王朝北齐描写成太平盛世，将逼姦嫂子、和亲侄子搞同性恋乱伦、进谗言烧死同父异母兄弟……集昏君暴君於一身的北齐武成帝高湛描写成雄才大略，将祸乱国家的女奸陆令萱描写成具备一切美好特质的阳光少女[3]，与历史真相之间造成的反差实在太大，误导性太强，刷新了乱改历史的下限，严重亵渎历史。

### 回应
- 编剧张巍说“其实陆贞和陆令萱一点关系都没有，《陆贞传奇》更不是历史剧，这部以北齐王朝为背景的古装剧仅仅是一段传奇，并非历史人物传记。”
- 關於原遼朝的皇后蕭觀音與蕭貴妃同名的爭議，電視劇中的名字只叫蕭喚雲，不叫蕭觀音(蕭觀音只出現於小說版)。
- 關於服裝抄襲日韩的爭議，于正称是日韩服装抄中國的。[4]

## 外部連結
- 《陸貞傳奇》華視專題 （页面存档备份，存于）（繁體中文）
- 《陆贞传奇》湖南衛視专题 （页面存档备份，存于）（简体中文）
- 《陸貞傳奇》新浪网专题 （页面存档备份，存于）（简体中文）
- 《陆贞传奇》：拿整部剧为男主角打广告 （页面存档备份，存于）.网易娱乐.2013-05-16 （简体中文）
- 《陸貞傳奇》LiTV （页面存档备份，存于）（繁體中文）
- 《女相》TVB專題 （页面存档备份，存于）（繁體中文）
- 《後宮の涙》日本網站 （页面存档备份，存于）（日語） []
- 《後宮の涙》日本BS富士台網站（日語）
- 《여상육정(女相陸貞)》中華TV網站 （页面存档备份，存于）
- 《여상육정》韓國文化廣播網站 （页面存档备份，存于）
- 豆瓣电影上《陸貞傳奇》的資料 （简体中文）
- 豆瓣读书上《女相》的資料 （简体中文）

## 节目变迁
| 中国大陆 湖南卫视 金鹰独播剧场 周日至周四晚19:30-22:00三集 周五、周六19:30-20:10一集 | 中国大陆 湖南卫视 金鹰独播剧场 周日至周四晚19:30-22:00三集 周五、周六19:30-20:10一集 | 中国大陆 湖南卫视 金鹰独播剧场 周日至周四晚19:30-22:00三集 周五、周六19:30-20:10一集 |
| ------------------------------------------------------------------------------------ | ------------------------------------------------------------------------------------ | ------------------------------------------------------------------------------------ |
|                                                                                      | 陸貞傳奇 （2013年5月5日－5月29日）[a]                                                |                                                                                      |
| 那金花和她的女婿 （2013年4月16日－5月4日）                                           | 爱在春天 （2013年5月28日－6月30日）                                                  |                                                                                      |
| 马来西亚 Astro全佳HD 每周一至周五 7-8pm                                              |                                                                                      |                                                                                      |
| 隋唐演义 （2013年3月19日－6月12日）                                                  | 陆贞传奇 （2013年6月13日－2014年8月14日）                                            | 巾帼大将军 （2013年8月15日－10月9日）                                                |
| 美国 旧金山 KTSF26台 周一至周五20:00-21:00一集                                       |                                                                                      |                                                                                      |
| 浮沉 （2013.05.11－2013.06.20）                                                      | 陸貞傳奇 （2013.06.21－2013.08.22）                                                  | 宝贝 （2013.08.23－2013.10.18） 巾幗大將軍 （2013.10.21－2013.12.18）                |
| 中華TV 週一至週五 23:00~01:00(兩集)                                                  |                                                                                      |                                                                                      |
| 神鵰俠侶 (2013.05.27 - 07.12)                                                        | 女相陸貞 (2013.07.15 - 09.20)                                                        | 新上海滩 (2013.09.23 - 11.08) 天龙八部 (2013.11.11 - 2014.01.03)                     |
| 臺灣 華視 週一至週五 20:00-22:00兩集連播                                             |                                                                                      |                                                                                      |
| 新白髮魔女傳 （2013.07.11 - 2013.08.08）                                             | 陸貞傳奇 （2013.08.09 -2013.10.09）[b]                                               | 花非花霧非霧 （2013.10.10 - 2013.11.13）                                             |
| 香港 高清翡翠台 星期一至五 高清劇場 23:45-00:45                                      |                                                                                      |                                                                                      |
| 紫釵奇緣 （2013.09.04 - 2013.10.24）                                                 | 女相 （2013.10.25 - 2013.12.20）[c]                                                  | 建元風雲 （2013.12.23 - 2014.02.28）                                                 |
| 香港 無綫電視翡翠台 星期一至五 10:30-11:30 9月16日、10月10日、21日及11月7日 暫停播映 |                                                                                      |                                                                                      |
| 小廚當家 （2016.08.16 - 2016.09.07）                                                 | 女相 （2016.09.08 - 2016.11.09）                                                     | 神鵰俠侶 （2016.11.10 - 2017.01.24）                                                 |
| 華視 週一至週五晚間20:00~23:00                                                       |                                                                                      |                                                                                      |
| 隋唐演義 (2013.11.14 - 2013.12.12)                                                   | 陸貞傳奇 （2013.12.12 - 2014.01.03)                                                  | 後宮甄嬛傳 (2014.01.06 - 2014.02.11)                                                 |
| 臺灣 東森戲劇台 每週一至週五 18:00 - 19:00                                           |                                                                                      |                                                                                      |
| 阿信 （2014年5月8日－9月23日）                                                       | 陸貞傳奇 （2014年9月24日－11月25日）                                                 | 封神英雄榜 （2014年11月26日－2015年）                                                |
| 臺灣八大戲劇台 每週一至週五 23:00 - 00:00                                            |                                                                                      |                                                                                      |
| 後宮甄嬛傳（重播） （2017年6月20日－2017年9月11日）                                  | 陸貞傳奇 （2017年9月12日－2017年11月10日）                                           | 擁抱太陽的月亮（重播）                                                               |

^  a. 2013年5月28日和29日只播一集。

^  b. 2013年8月12日起20:00-21:00重播前一集，21:00-22:00首播一集。

^  c. 其他重播時段請參見高清翡翠台電視劇集列表 (2013年)#高清劇場。